# 莘庄公园
莘庄公园位于上海市闵行区莘庄镇莘浜路421号，东临莘西路、北邻莘浜路、南与西有郁家浜围绕，全园总面积4.01万平方米，其中绿地面积2.87万平方米，水面面积3000平方米，现为五星级公园和上海市文明示范公园，特色是梅花。

## 历史
园址原系莘溪的临河滩地。民国廿三年（1934年），临河滩地被松江县泗泾镇杨昌言租赁种植果树，名莘野梅园（又名果梅园），俗称杨家花园，主要种植果梅，并改河道为荷花池。
1951年7月28日，上海市人民政府批准市工务局园场管理处接管该园。1952年初，果梅园进行改造，将篱笆门改建成木制大门，在园内铺设草坪，栽植牡丹、紫薇、丹桂、樱花等树木和草花；同年，以莘庄公园为名对外开放。1956年，公园成为巴金名作《家》电影版的拍摄地。
1985年到1990年，莘庄公园开挖芙蓉潭，以其土方为山，新建梅苑、牡丹园、儿童乐园、暗香亭、方亭、锁角亭、苗圃温室，并向外扩建，将原游泳池改建成金鱼池。2004年，莘庄公园再度扩建布设景点，向西跨莘浜河增建30亩，以石拱形卧虹桥相连。2016年2月，莘庄梅园对外开放，从莘庄公园迁了200多缸盆栽梅过去。
自1997年开始，莘庄公园每年都举办梅花展和市民赏梅游园活动，至今已有21年的历史，成为上海市民赏梅的重要景点。

## 景点
莘野梅园的园中植物以梅为主，在园景设计上则改河为湖，以竹篱为垣，临河筑园，是传统中国式园林风格。经过1950～1980年的多次扩园改造、开凿河渠、堆筑土丘、建亭设桥、沿湖置榭、移栽各式树种，公园形成了现如今层次丰富的景色。

### 梅园
梅园位于园东，面积约1600平方米，园中有春梅15种120余株，大都为四五十年以上树龄的老梅，不少是百年以上的老梅，然长势旺盛，树态优美。梅园中间桂花、紫竹、黑松、杨梅，曲径小路，是赏梅佳处。

### 荷花池
荷花池位于公园东南，面积2000平方米，两池间有一水涧相连，其上有一青石雕花小桥。两池中植有荷花十多个品种，池四周种有黄馨、紫藤。池西有一木结构临水荫棚，上覆盖有木香藤蔓，青石铺地，沿湖边有坐凳扶靠，供游人休憩和观赏荷花。池旁亦有近百株黑松树立，两棵百年雪松相伴。池北林中筑有一石亭，名华亭，高3.5米，面积14.9平方米，圆形，石结构，六柱攒尖顶，檐上刻有人物浮雕，亭内设石凳。夏日里，满池荷花盛开，是赏荷花的好去处。

### 睡莲池
睡莲池位于公园东北，面积约30平方米，池岸线曲折，以湖石驳岸。池中睡莲多种，色彩缤纷。池边小土山上，遍植各种花卉，一年四季花开不断。

### 锁角亭、金鱼池
锁角亭、金鱼池位于公园东南。亭为扇形，木结构，十柱，小青瓦山顶，两翘角，面积63.63平方米，亭内设暗红色木凳及扶靠。亭置于金鱼池的东南角。金鱼池则由原游泳池改建而成，长25米，宽10米，上有九字型步道，池内种睡莲等水生植物，锦鲤戏池中。金鱼池北面是公园的茶室。金鱼池四周由粉墙围绕，形成园中园。

### 梅花苑
梅花苑位于公园西南，用墙垣和曲廊围起来，面积285.25平方米，为廊榭组合。苑东廊为砖木结构，小青瓦拱顶，仿方砖水泥地，东西两面为廊柱和花格墙，东南端连苑门，北端接水榭。榭为长方形，砖木结构，小青瓦歇山顶，四角上翘，榭南门内有一座照壁，北面系芙蓉潭亲水平台，台前有石雕护栏。苑正中有一株胸径0.35米的独本老桂树，四周遍植梅花，间植茶花、竹、罗汉松、龙柏球等。苑西有水，有三曲桥与外相连。苑东遍植各种梅树130余株，都有四五十年树龄。

### 芙蓉潭
芙蓉潭位于园西，面积约为1700平方米。南为梅花苑的亲水平台，三面黄石驳岸，沿潭垂柳婆娑。潭西北为山坡，遍植花卉树木；潭东植有海棠一片，沿潭边还种有水生植物。西北岸有四方亭一座，为盼亭，与梅苑水榭隔潭相望，木结构，四柱，小青瓦，攒尖顶，翘四角，亭旁植梅、柿、樱花等。

### 梅山、暗香亭
梅山、暗香亭均位于芙蓉潭南端。梅山高3.5米，山顶的暗香亭为木结构，四柱，小青瓦，攒尖顶，翘角，面积12平方米，亭内设凳和扶靠，亭四周及环山坡上广植梅花。

### 朋寿石
朋寿石西一块石碑，2000年自闵行区群众艺术馆移入莘庄公园，高35米，重达千斤，正面碑文已弥漫不清，反面为水波纹状。明天顺年间（1457～1464年），工部侍郎谈伦罢官回乡，其子谈田在宅畔建朋寿园娱亲，该石为园中假山主峰。朋寿园原址位于今闵行区杜行乡召楼鹤坡塘东谈家巷，俗称谈家花园，今已废。朋寿石于1984年送上海县文化馆保存，后改存闵行区群众艺术馆。该石水波纹状面上镌刻有钱福（字鹤滩）诗文并题，诗文通篇因应石势一挥而就。该石书最大的特点是，不知为何其书写方式一改从右至左传统，而为从左到右竖写。其内容以二王行草书写共13行，以应王献之玉版13行之数。该石是上海地区有记录以来最早的观赏石。